# SOR Libchavy
SOR, officieel SOR Libchavy, is een Tsjechische busfabrikant. Het bedrijf is gevestigd in Dolní Libchavy, een deelgemeente van Libchavy, en levert vooral bussen aan vervoersbedrijven in Tsjechië en Slowakije. SOR richt zich op de productie van goedkope, lichtgewicht bussen met een breed scala aan afmetingen. Het productgamma bestaat uit diesel-, trolley-, hybride en elektrische bussen. Ook maakt SOR touringcars.

## Etymologie
De afkorting SOR komt van de oorspronkelijke naam van het bedrijf voorafgaand aan de privatisering: Sdružení opravárenství a rozvoje (Organisatie voor ontwikkeling en reparatie).

## Geschiedenis

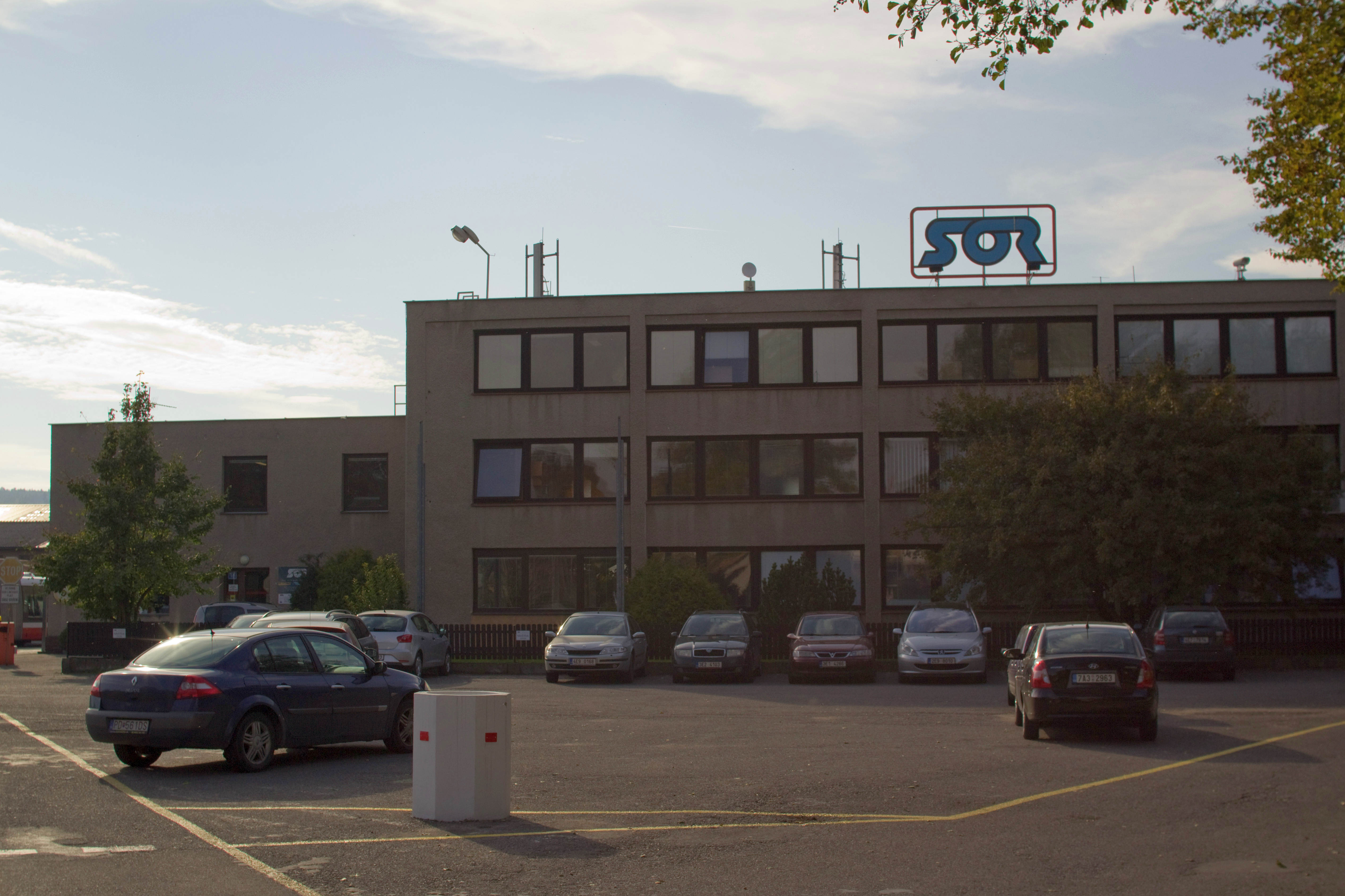
SOR-fabriek (2013)

### 1990-2010
Tot 1990 produceerde en repareerde het bedrijf landbouwmachines, zoals voederwagens, plukmachines, voederraapmachines en tractoren. In 1991 werd het bedrijf geprivatiseerd. De nieuwe naamloze vennootschap werd op 6 december 1991 ingeschreven in het handelsregister en was eigendom van negen personen uit Vysoké Mýto en Libchavy. SOR breidde de machineproductie uit met onder meer bouwmachines en steigers. Ook werden de eerste bussen ontwikkeld. De productie daarvan werd aanvankelijk gesubsidieerd met winsten uit de export van bouwmachines. Het eerste prototype van een bus werd in 1993 voltooid en de eerste verkoop vond in 1994 plaats met bestemming Kadaň.
In augustus 2005 werd het kapitaal van het bedrijf verhoogd: 92% van de aandelen werden verworven door BAULIGA. In september 2005 werd een deel van de aandelen verpand aan Československá obchodní banka, die ze in december 2009 doorverkocht aan Komerční banka. In 2008 werd het belang van Bauliga geleidelijk vergroot tot 99,8% door het aandelenkapitaal verder te verhogen tot acht miljoen Tsjechische kronen. Op 10 februari 2010 werd Bauliga de enige eigenaar. Sinds 2012 maakt SOR deel uit van EP Industries.

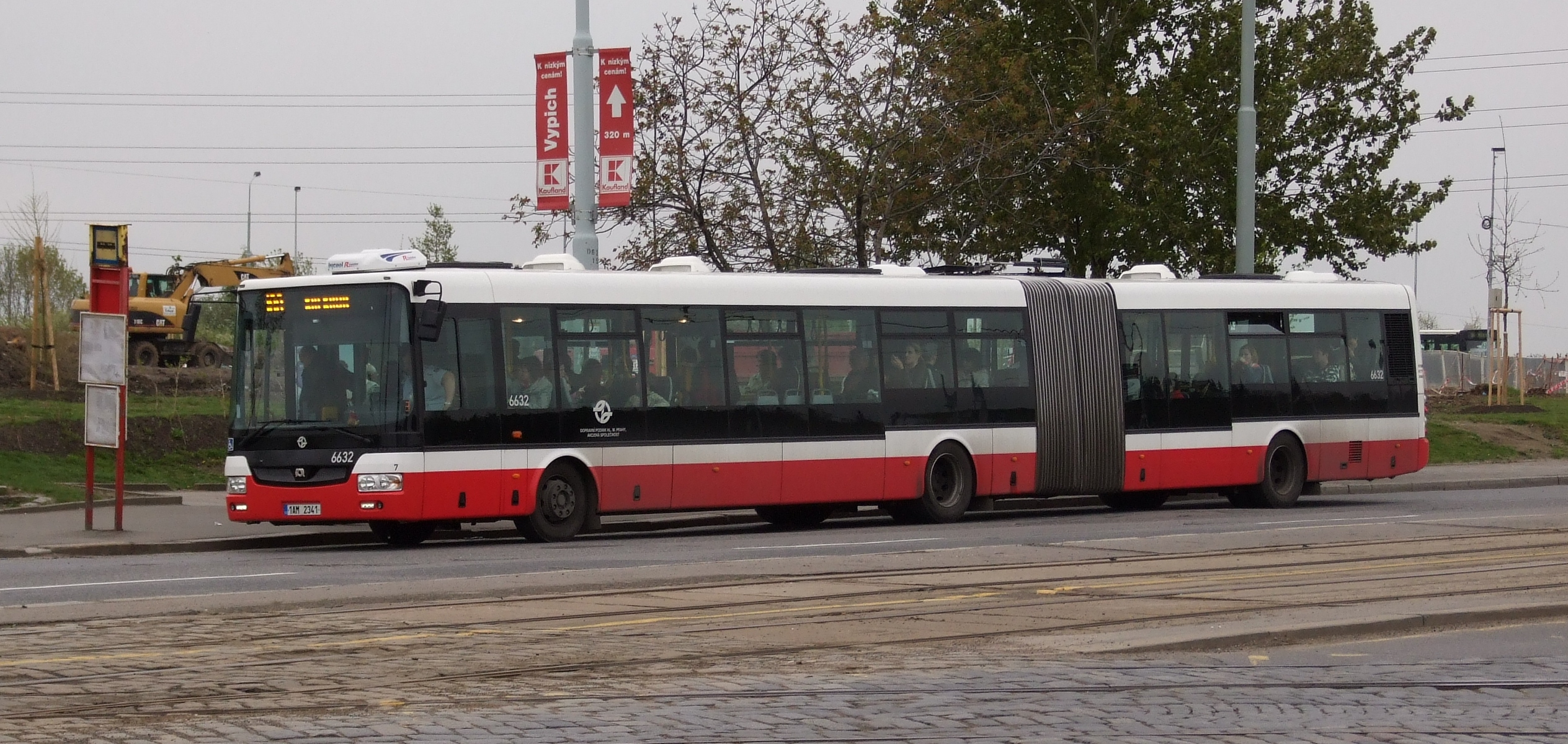
SOR NB 18 in Praag (2010)

In 2009 won SOR een grote openbare aanbesteding voor de levering van bussen aan Openbaarvervoerbedrijf Praag. Tussen 2009 en 2018 zou SOR in totaal 620 bussen van het type NB leveren, ter waarde van ongeveer 3,5 miljard Tsjechische kronen. De order bestond uit 465 12-meter-, 235 18-meter- en 20 18-meterbussen met hybridemotor (respectievelijk NB 12, NB 18 en NB 18H). In januari 2010 won het bedrijf ook een grote aanbesteding voor de levering van bussen aan het vervoersbedrijf van Bratislava. Die vervoerder kocht 100 bussen van het type NB 18; de levering vond plaats tussen 2010 en 2013. Op 30 november 2010 lever SOR 15 midibussen van het type BN 8,5 aan Openbaarvervoerbedrijf Praag.
In 2010 werden ongeveer 500 bussen per jaar geproduceerd, waarvan de meeste in Tsjechië en Slowakije werden geleverd. In beide landen had het bedrijf een marktaandeel van ongeveer 30%. SOR leverde ook bussen aan de Baltische staten, op de Balkan, Rusland en Moldavië. In 2010 waren er ongeveer 600 mensen in dienst.

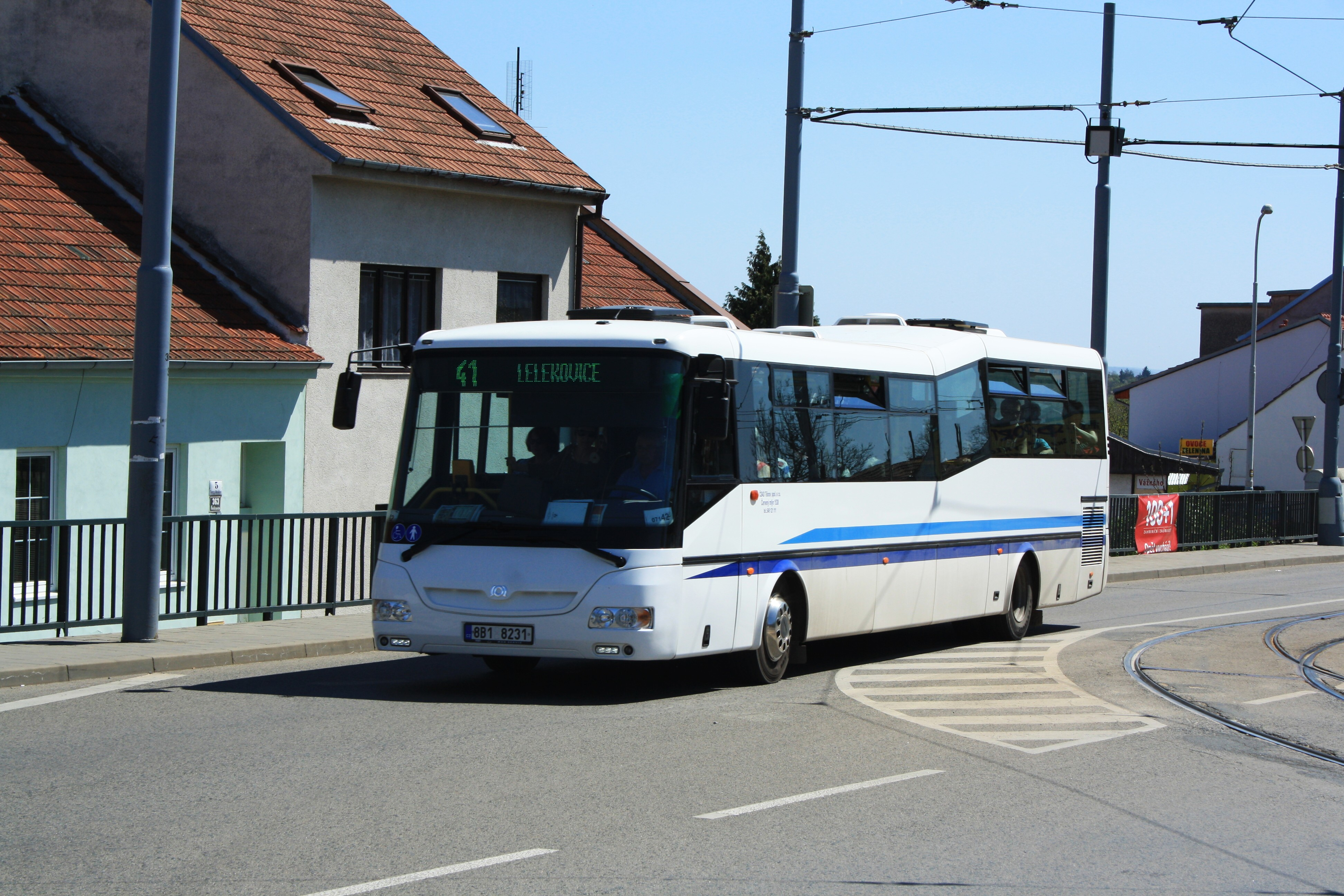
SOR BN 12 in Brno (2012)

### 2011-heden
In mei 2019 had SOR in totaal ongeveer 8000 voertuigen geproduceerd, waarvan meer dan de helft bestemd was voor Tsjechische vervoersbedrijven. Sinds 2017 produceert SOR bussen van het type NS 12 en NS 18. Op de vakbeurs CZECHBUS 2021 in Praag werd een nieuwe reeks bussen onder de serienaam ICN geïntroduceerd en het jaar daarop werd begonnen met de serieproductie van de ICN 9,5, ICN 10,5, ICN 12 en ICN 12,3. Tegelijkertijd werd de productie van de C-, CN- en BN-modelreeksen stopgezet.
In 2022 werd ook de productie van de NB-serie stopgezet. De laatste bussen van dit type gingen naar Košice en Prešov.

## Producten
Het bedrijf richt zich op de productie van goedkope bussen, voornamelijk bestemd voor markten van de voormalige Oostbloklanden. Er is keus uit een breed scala aan afmetingen (8,5 meter, 9,5 meter, 10,5 meter, 12 meter, 13,5 meter en 18 meter). Qua aandrijvingen bestaat het productgamma uit aardgas-, trolley-, hybride en elektrische bussen. Ook ligt de nadruk op het produceren van lichtgewicht bussen, net zoals bij de Nederlandse fabrikant VDL.

### Credo
Sinds 1998 neemt het Hongaarse bedrijf Credo (daarvoor: Kravtex) licenties bij SOR af om bussen onder eigen naam te mogen leveren. Tussen 2003 en 2007 werden sommige SOR-modellen (met name de B 9,5, C 9,5, LC 9,5 en C 10,5) ook onder licentie geproduceerd door het Poolse bedrijf Solbus.
Tussen 2001 en 2008 werd het SOR-platform gebruikt door Ekobus (tot 2004 NORDlogistic genaamd), een bedrijf met een productiefaciliteit in Česká Lípa, dat bussen met dezelfde naam bouwde die werden aangedreven door aardgas. Sinds 2008 produceert SOR zelf aardgasbussen.

## Galerij

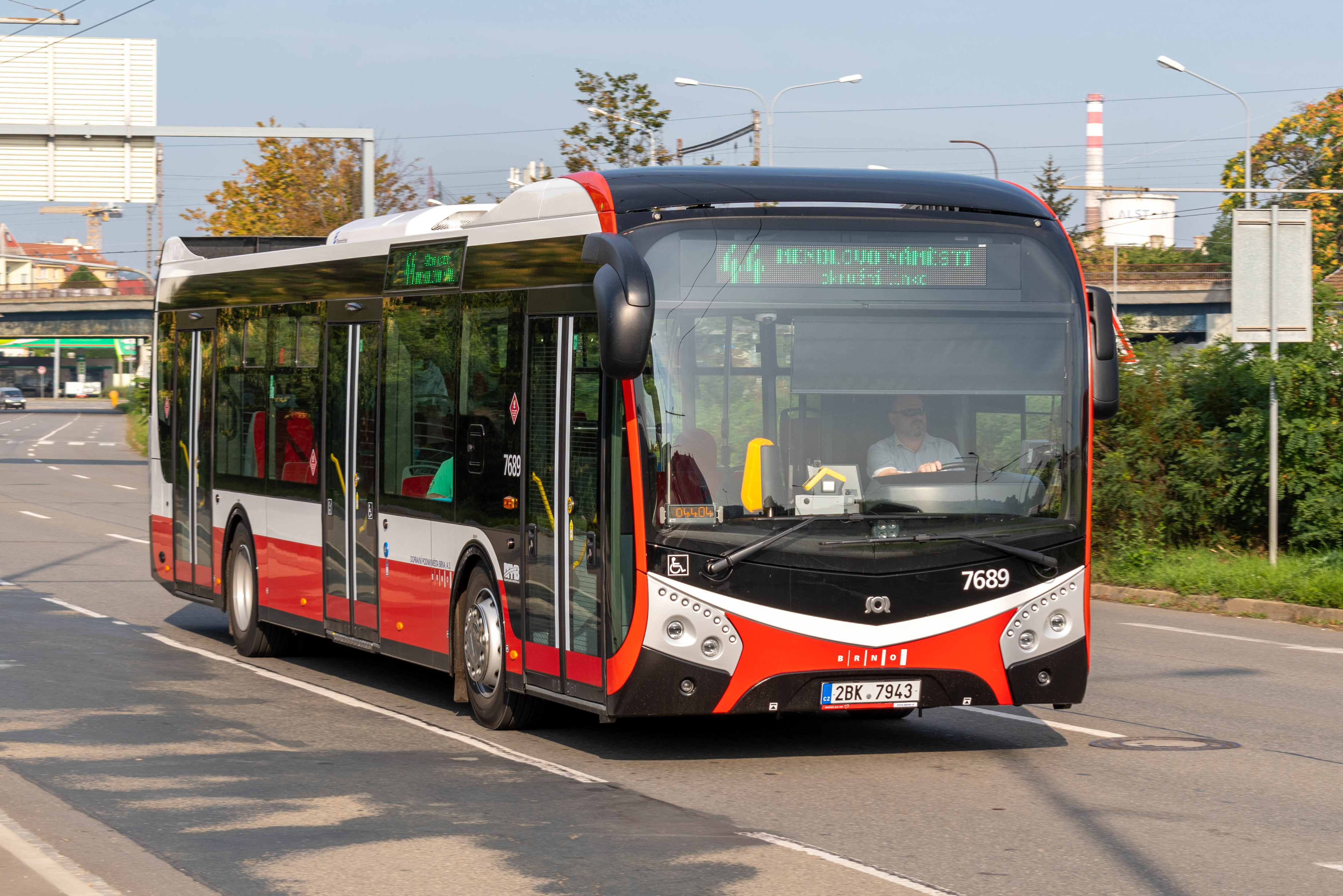
SOR NS12 in Brno (2020)
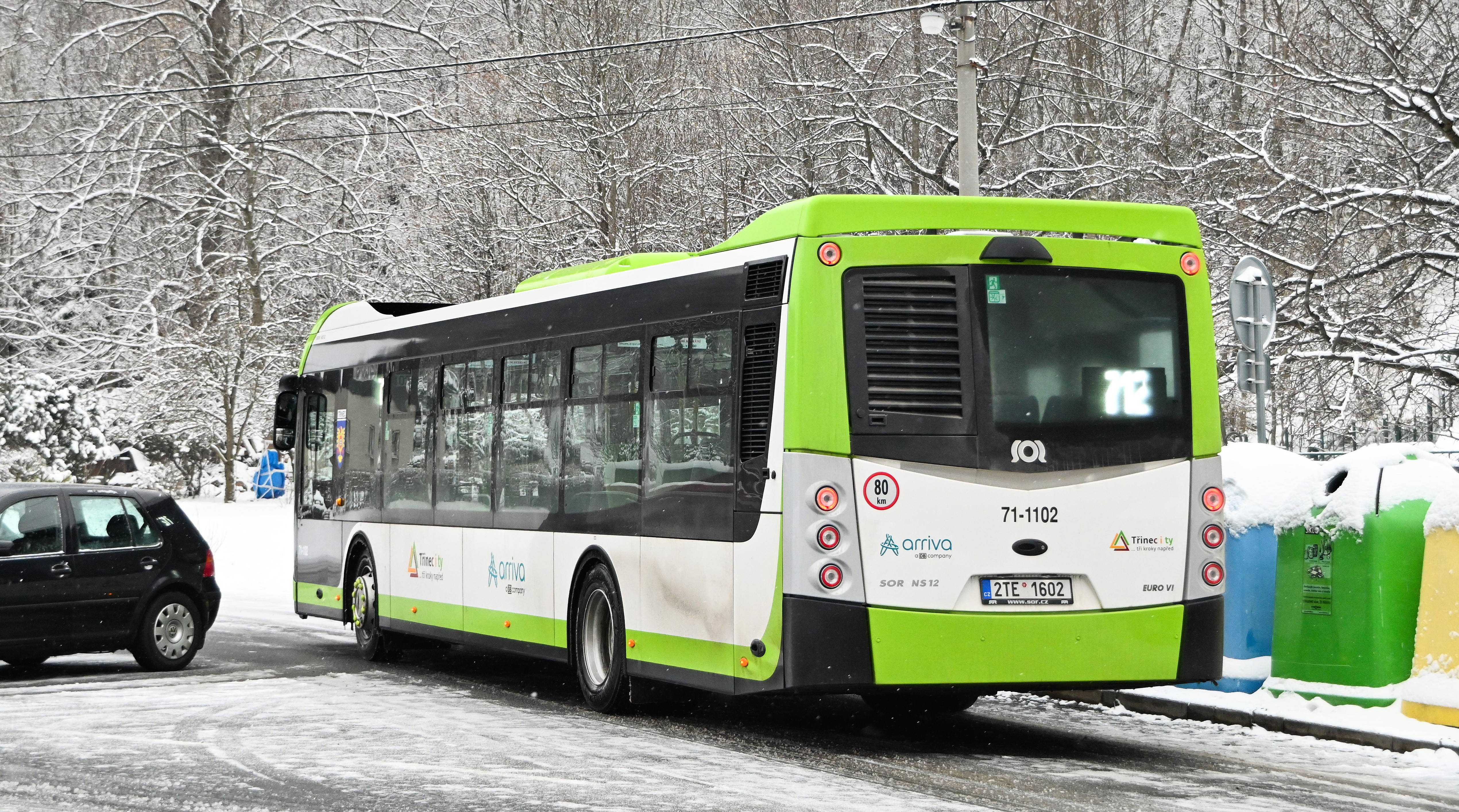
SOR NS12 (achterzijde - 2022)
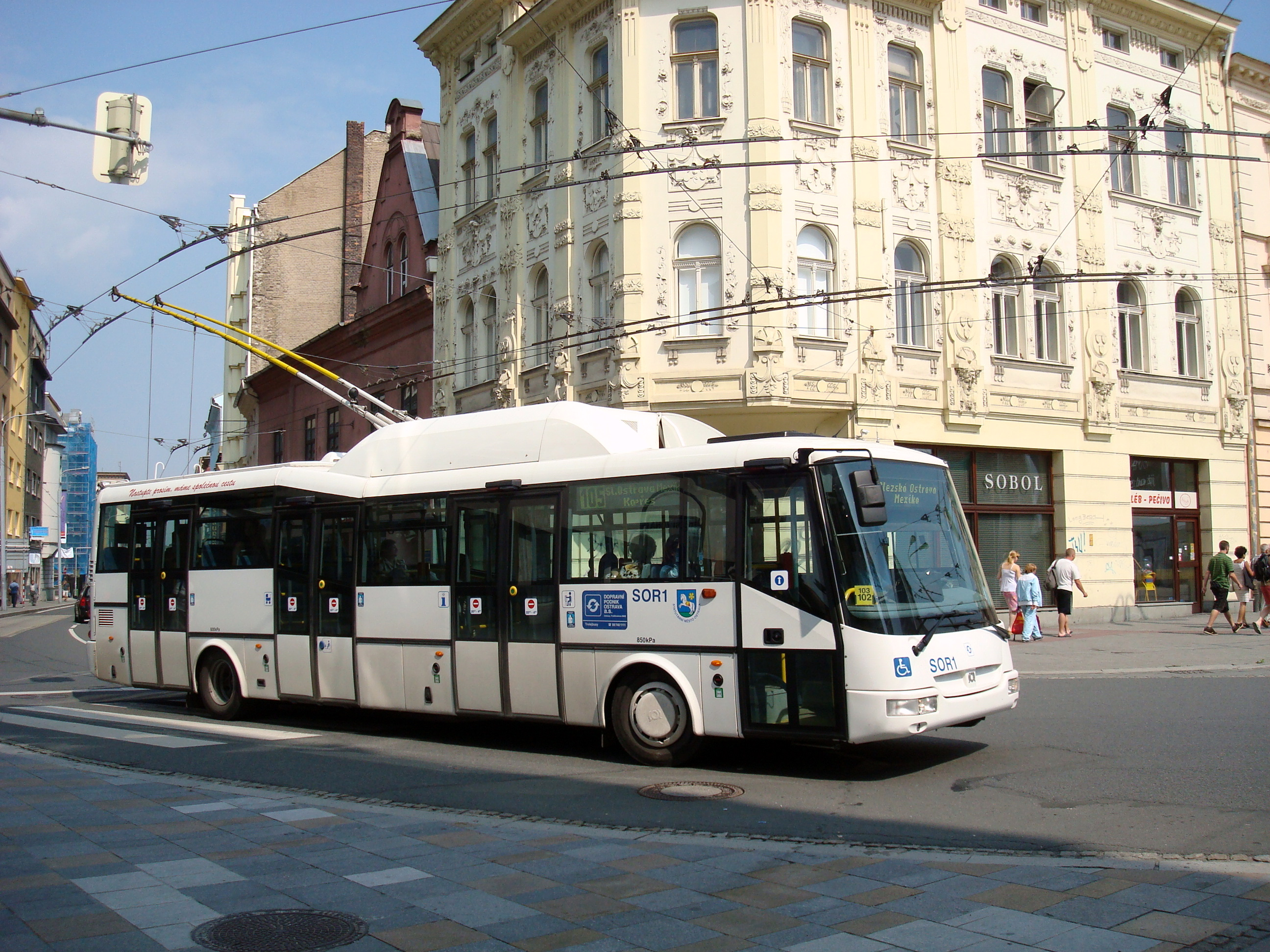
SOR TN12-trolleybus in Ostrava (2009)
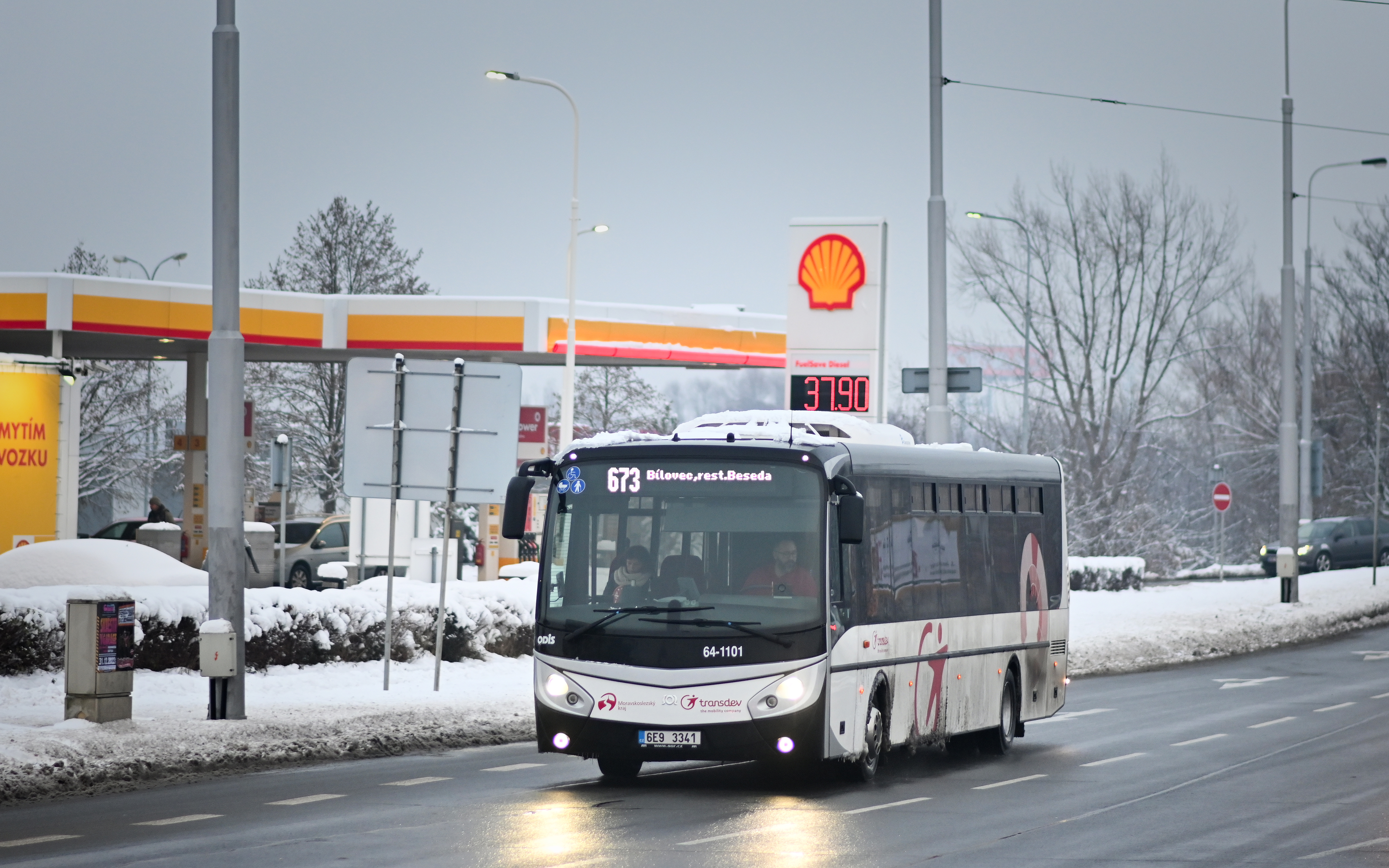
SOR ICN 12 in Ostrava (2022)
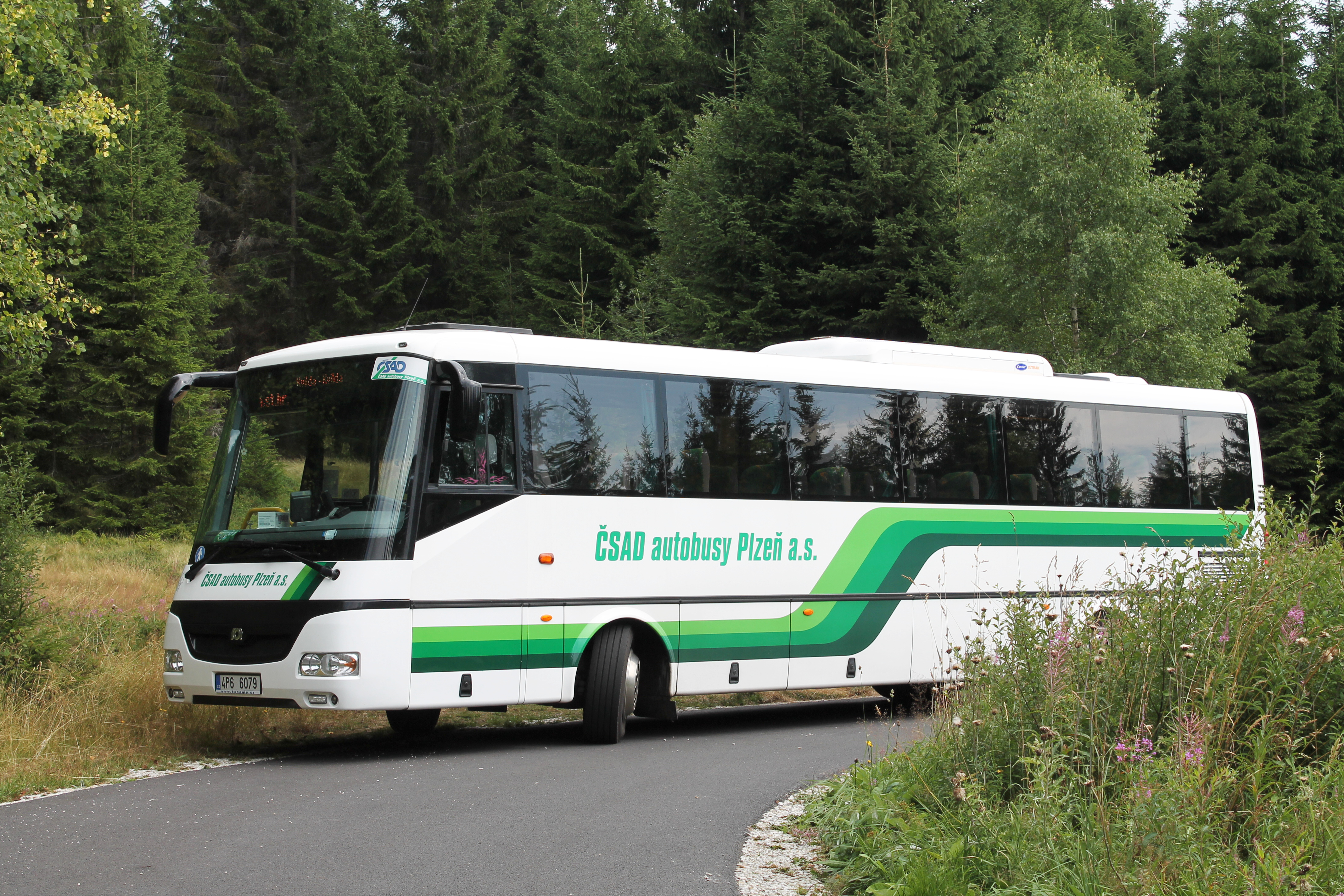
SOR C 10,5-touringcar (2013)
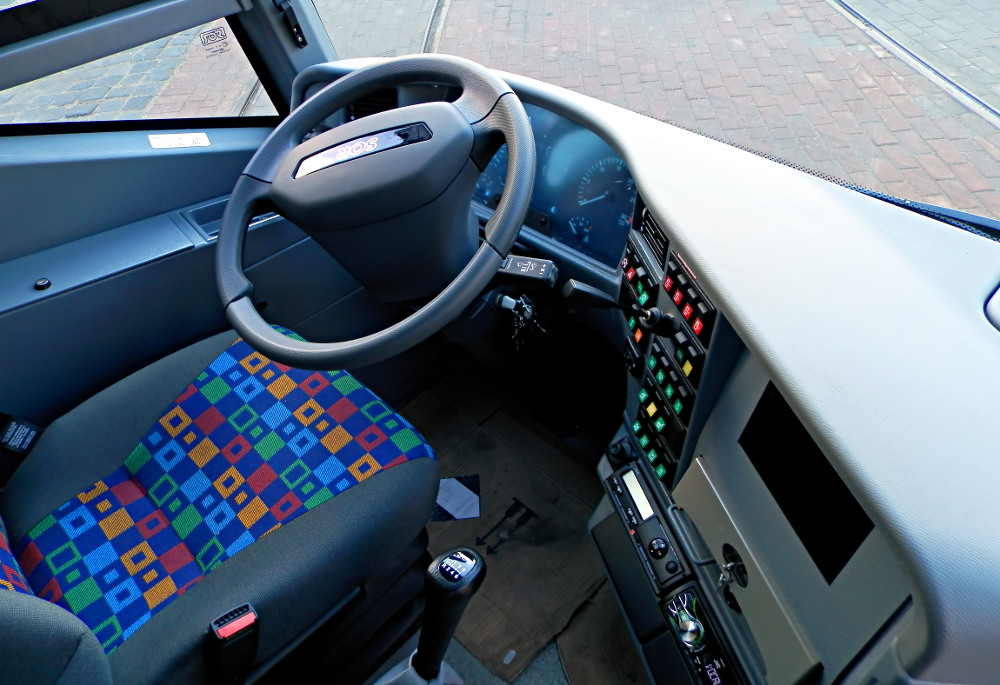
Dashboard van een SOR-bus (2013)
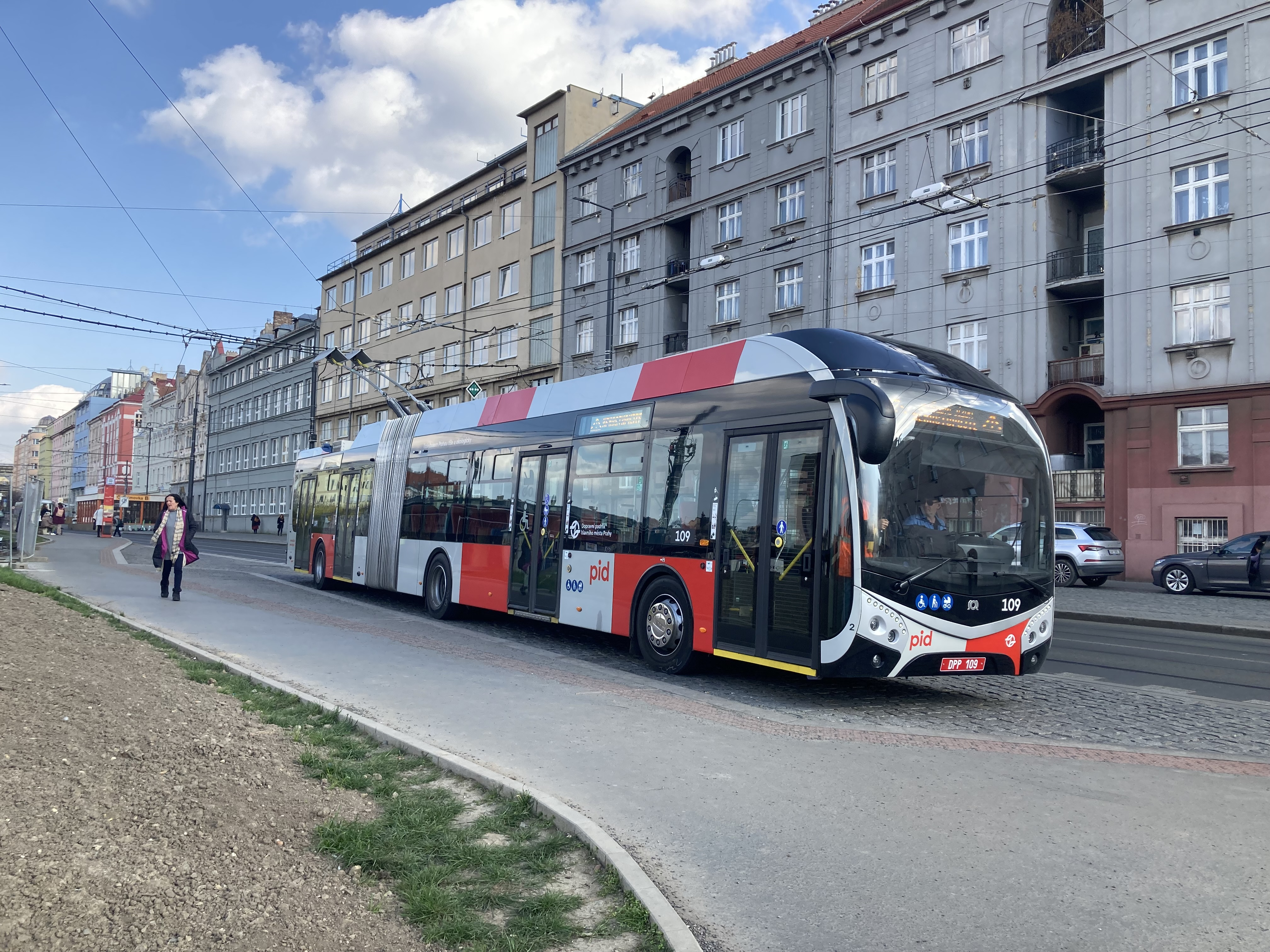
SOR TNS18-trolleybus in Praag (2024)
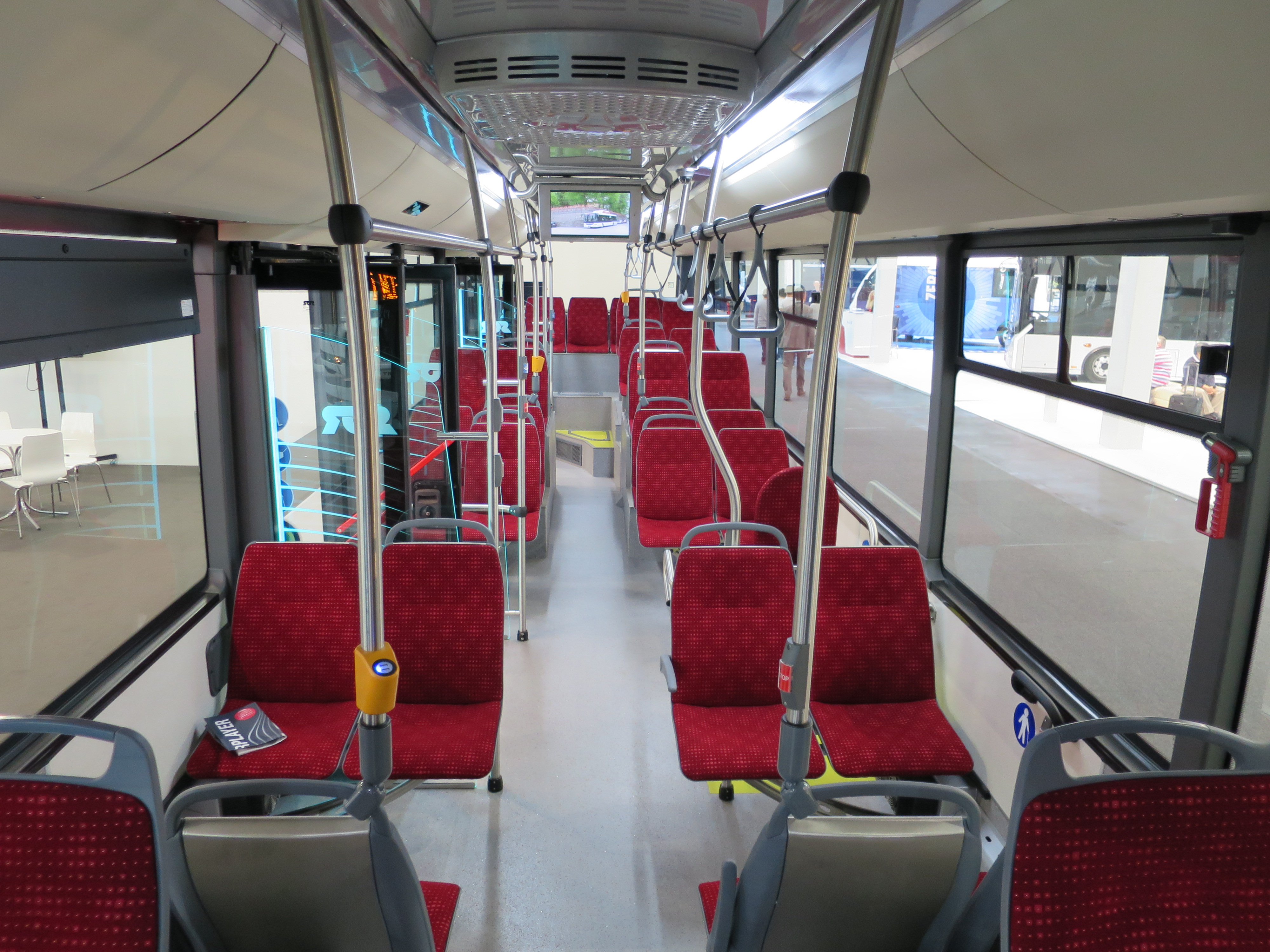
Elektrische SOR-bus (binnenzijde - 2016)
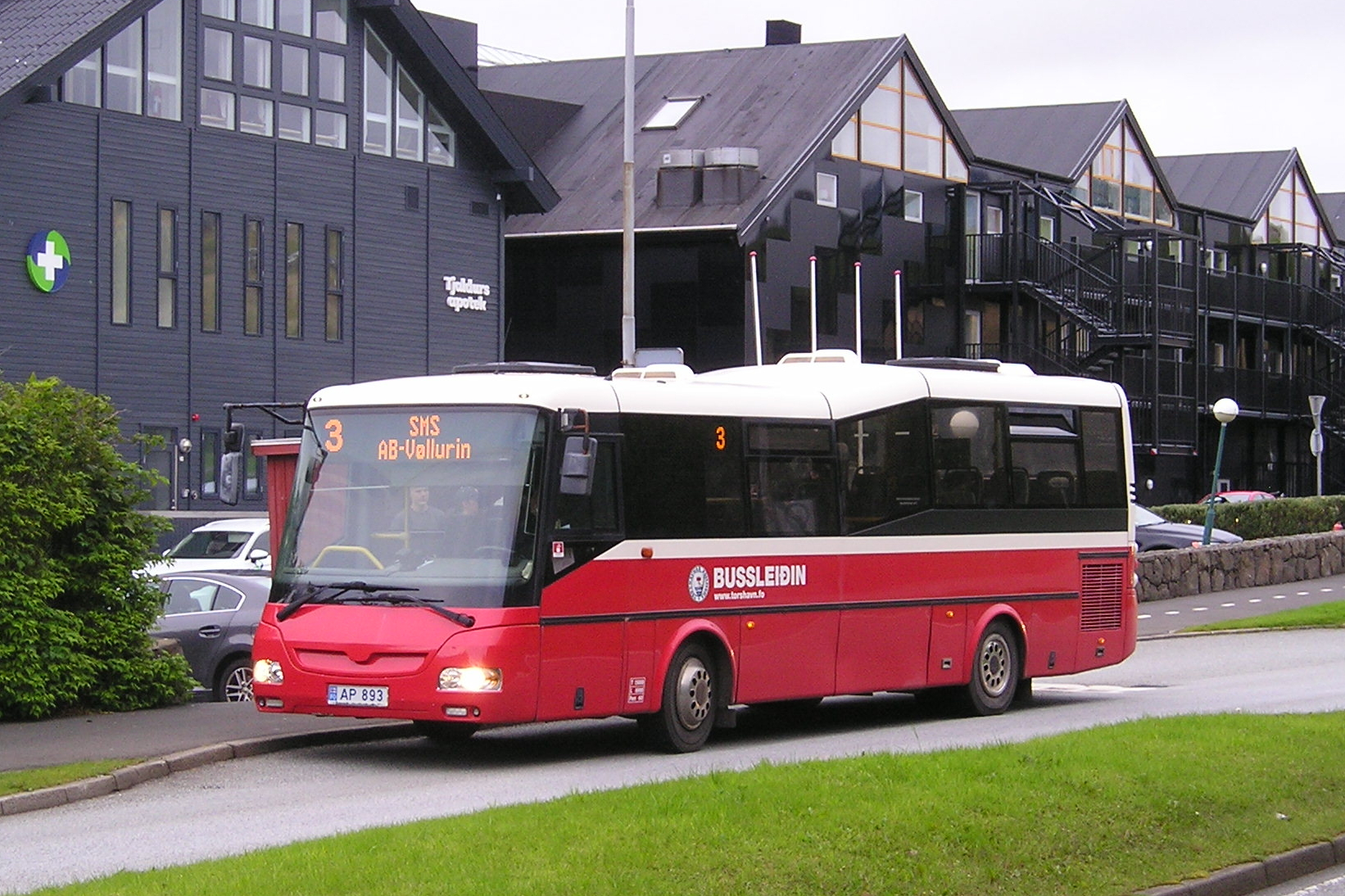
SOR BN-bus op de Faeröer (2022)